# جنگ یوم کیپور
جنگ یوم کیپور که با عناوین جنگ ۱۹۷۳ اعراب و اسرائیل، جنگ اکتبر، جنگ رمضان یا جنگ چهارم اعراب و اسرائیل نیز شناخته می‌شود، جنگی بود که از ۶ تا ۲۵ اکتبر ۱۹۷۳ میان اسرائیل و چند کشور عربی از جمله سوریه و مصر اتفاق افتاد. این جنگ با حمله غافلگیرانه مصر و سوریه علیه مواضع نیروهای اسرائیلی در شرق کانال سوئز و بلندی‌های جولان آغاز شد، مناطقی که شش سال قبل در جنگ شش‌روزه به تصرف قوای اسرائیل درآمده بود. حمله در آخرین ساعات یوم‌کیپور، مقدس‌ترین روز در یهودیت، آغاز شد. 
این جنگ موضع‌گیری‌های بین‌المللی گسترده‌ای را برانگیخت و در جریان آن آمریکا و شوروی، دو ابرقدرت وقت با ارسال گسترده تجهیزات نظامی و تدارکاتی به حمایت از متحدان خود پرداختند.
جنگ با حمله‌ای وسیع و موفقیت‌آمیز از سوی نیروهای مصری آغاز شد که از کانال سوئز گذر کرده و بدون برخورد با مقاومت جدی در صحرای سینا پیشروی کردند. اسرائیل پس‌از سه روز توانست با به تحرک درآوردن بیشتر نیروهای خود یورش مصری‌ها را دفع کرده و نبرد را به بن‌بست بکشاند. سوری‌ها نیز در حمله هم‌زمان نقاط حساسی را در جولان به تصرف خود درآوردند اما اسرائیل پس از سه روز توانست آن‌ها را به خط آتش‌بس قبل از جنگ بازگرداند و سپس در یک ضدحملهٔ چهار روزه در عمق خاک سوریه پیشروی کند، به‌طوری‌ که بعد از یک هفته حومهٔ دمشق زیر آتش توپخانه اسرائیل قرار گرفت. انور سادات رئیس‌جمهور مصر که نگران شکست متحد اصلی خود بود تصمیم گرفت با تسخیر دو مسیر استراتژیک در عمق صحرای سینا موقعیت قوی‌تری به دست آورد. اما این حمله به‌سرعت دفع شده و سپس اسرائیلی‌ها در یک ضدحمله موفق شدند ارتباط نیروهای مصری در شمال و جنوب ساحل شرقی سوئز را قطع کرده و با گذر از سوئز به داخل خاک اصلی مصر وارد شوند. پس از آن اسرائیلی‌ها در دو مسیر؛ یکی از جنوب به سمت بندر سوئز و دیگری از غرب به سوی قاهره پیشروی آهسته‌ای داشتند که با نبردی سنگین و خونین و تلفات بسیار از طرفین همراه بود.
در روز ۲۲ اکتبر میانجی‌گری سازمان ملل برای آتش‌بس ناکام ماند و هر یک از طرفین، دیگری را به نقض آتش‌بس متهم می‌کرد. دو روز بعد اسرائیلی‌ها مواضع خود را به‌طرز قابل توجهی بهبود بخشیده و سپاه سوم مصر در صحرای سینا و همین‌طور شهر سوئز در ساحل دریای سرخ را در محاصرهٔ کامل خود گرفتند. روز ۲۵ اکتبر درحالی که اختلاف شوروی و آمریکا به اوج خود رسیده بود، سازمان ملل برای دومین بار درخواست آتش‌بس کرد که با موافقت دو طرف به پایان جنگ منجر شد.
این جنگ تأثیری بسیار عمیق و دیرپا بر طرفین درگیر و منطقهٔ خاورمیانه گذاشت. عرب‌ها که با شکست یک‌طرفهٔ ائتلاف مصر و سوریه و اردن در جنگ سال ۱۹۶۷ به‌شدت تحقیر شده بودند، این بار با موفقیت‌های ابتدایی در این جنگ روحیهٔ خود را بازیافتند. اسرائیلی‌ها نیز با وجود دستاوردهای چشمگیر عملیاتی و تاکتیکی که در میدان جنگ به‌دست آوردند، به این نکته پی بردند که برتری نظامی آن‌ها بر نیروهای عربی همیشگی و تضمین‌شده نخواهد بود. این تغییر نگرش، راه را برای فرایند صلح میان دو طرف باز کرد تا جایی که در سال ۱۹۷۸، پیمان کمپ دیوید صحرای سینا را به مصر بازگرداند و اسرائیل از سوی مصر که پیش از آن اصلی‌ترین دشمن خود بود، به رسمیت شناخته شد. همچنین این جنگ به فاصله گرفتن مصر از اتحاد شوروی منجر شد تا جایی که این کشور به‌طور کامل از دایرهٔ نفوذ شوروی خارج شد.

## پیش‌زمینه
در جنگ شش‌روزهٔ ۱۹۶۷ اسرائیل موفق شد در طول شش روز بخش عمدهٔ نیروی هوایی مصر، سوریه و اردن را نابود کند و تمام صحرای سینا، کرانه باختری رود اردن و ارتفاعات جولان را به تصرف خود در بیاورد. این شکست سنگین برای اعراب بسیار تحقیرآمیز بود. به‌ویژه مصر که قوی‌ترین ارتش عربی را داشت و درحالی‌که داعیهٔ رهبری جهان عرب را داشت سنگین‌ترین شکست را خورده بود. در مقطع بین سال‌های ۱۹۶۷ تا ۱۹۷۳ درگیری‌های مختصری بین اسرائیل و همسایگان عرب خود اتفاق افتاد اما به‌صورت جنگ تمام‌عیار در نیامدند.

## جبههٔ مصر

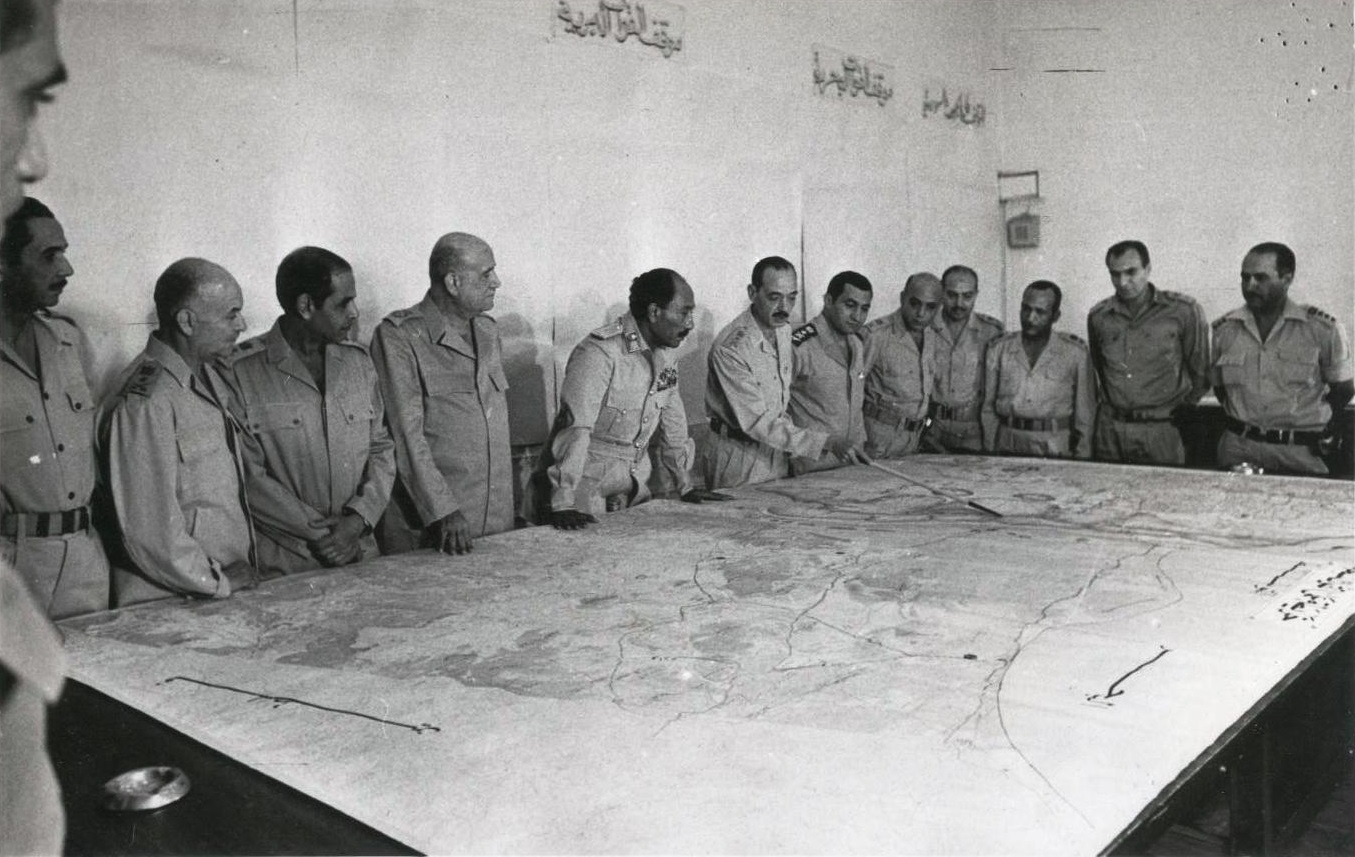
جلسهٔ انور سادات و فرماندهان ارشد مصر در روز ۶ اکتبر
حسنی مبارک (نفر دوم سمت راست انور سادات) هم در این تصویر دیده می‌شود

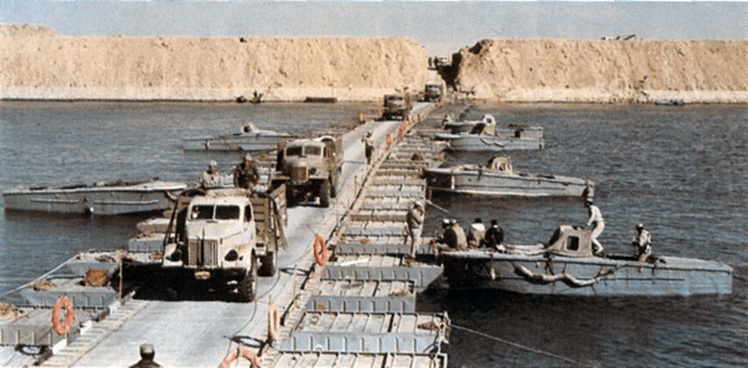
عبور مصری‌ها از کانال سوئز در ساعات آغازین جنگ

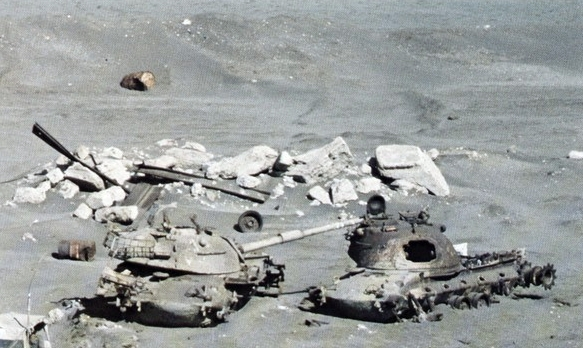
تانک‌های منهدم‌شده ام۴۸ پاتون اسرائیلی در کرانهٔ سوئز

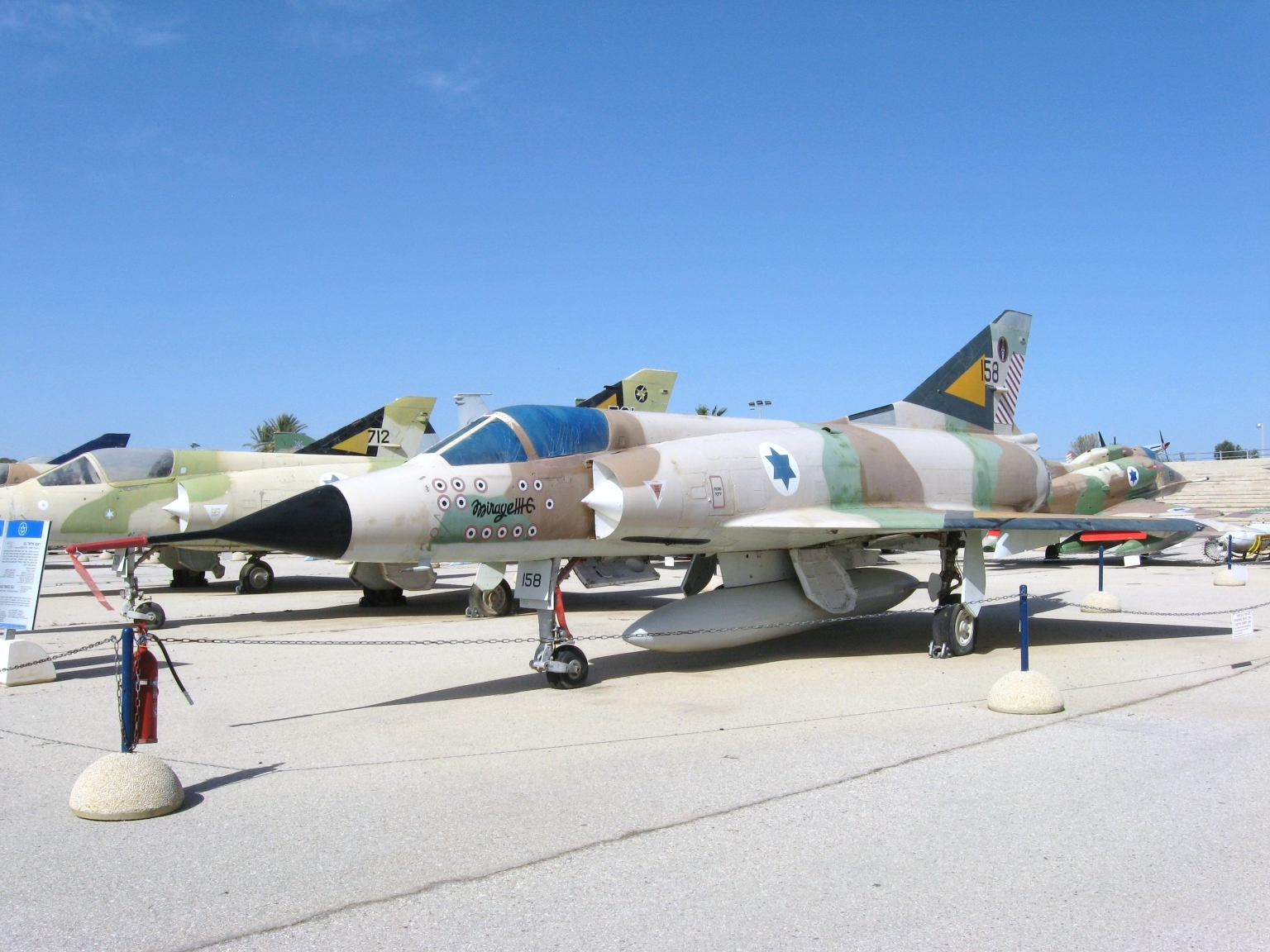
تصویر جنگندهٔ میراژ ۳ اسرائیلی که سابقهٔ ۱۳ پیروزی هوایی را در کارنامه خود دارد

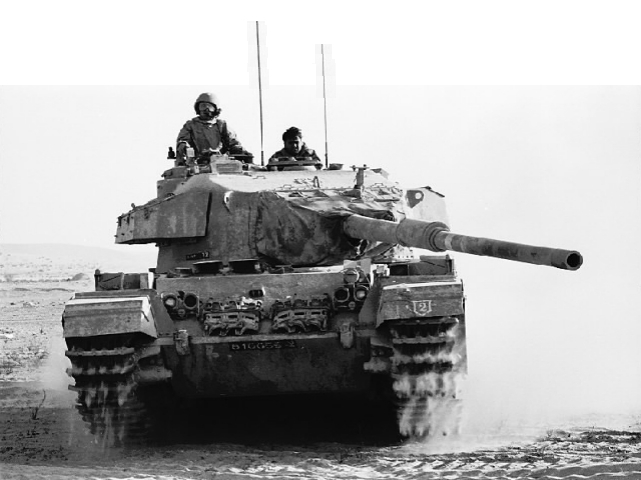
تانک سنچوریون ارتش اسرائیل در نبرد با نیروی زرهی مصر

### حملهٔ مصر: عبور از سوئز
جنگ در ساعت ۲ بعدازظهر ۶ اکتبر به‌صورت غافلگیرانه توسط مصر و سوریه آغاز شد. در جبههٔ مصر، کانال سوئز دو کشور را از هم جدا می‌کرد. اسرائیلی‌ها خط دفاعی مستحکمی را به طول ۱۵۰ کیلومتر در شرق سوئز ساخته بودند تا عبور نیروی پیاده و زرهی مصر از آن ناممکن شود. این خط دفاعی ابتکار حیم بارلو بود و به خط بارلِو شهرت داشت. این دژ با یک دیوار شنی پیوسته به ارتفاع ۲۰ تا ۲۵ متر و زاویه ۴۵ تا ۶۵ درجه و مجموعه‌ای از خندق‌ها و میدان‌های مین حفاظت می‌شد. اسرائیلی‌ها معتقد بودند شکستن این دیوار دست‌کم ۲۴ ساعت طول می‌کشد و واحدهای مهندسی رزمی مصر به ۴۸ ساعت زمان برای رخنه در دیوار و ایجاد یک پل در عرض سوئز نیاز دارند.
طرح گذر ارتش مصر از کانال سوئز و دژ بارلو در طول دو سال توسط ارتش مصر به رهبری ژنرال سعد شاذلی رئیس ستاد مشترک ارتش تهیه شد و در ساعت ۲ بعدازظهر ۶ اکتبر ۱۹۷۳ به اجرا درآمد. ۳۲ هزار سرباز در ۱۲ موج در طول ساعات ۱۴:۰۵ تا ۱۷:۳۰ با قایق به آن سوی کانال منتقل شده و نیروهای مهندسی رزمی با ماشین آب‌پاش در دیوارهای بارلو رخنه ایجاد کردند. نیروی پیاده‌نظام به تعداد بسیاری آرپی‌جی-۷ و موشک ضدتانک مالیوتکا مسلح بود تا در ساعاتی که تا رسیدن نیروی زرهی مصر طول می‌کشد در مقابل حملهٔ تانک‌های اسرائیلی مقاومت کند. این روش به‌خوبی در مقابل اولین حملات زرهی اسرائیل جواب داد.
برای جلوگیری از حملهٔ نیروی هوایی اسرائیل تعداد زیادی سیستم‌های دفاع هوایی در غرب کانال مستقر شده بود و نیروی هوایی مصر نیز هم‌زمان با ۲۵۰ هواپیمای میگ-۱۷، میگ-۱۹ و میگ-۲۱ به مواضع اسرائیل در سینا حمله‌ور شده و ۲ هزار توپ و خمپاره و راکت‌انداز از انواع مختلف شروع به شلیک به تمام نقاط بارلو کردند. آتشبار آغازین مصر ۵۳ دقیقه طول کشید و تنها در یک دقیقهٔ اول ۱۰۵۰۰ گلوله شلیک شد؛ یعنی ۱۷۵ گلوله در هر ثانیه.
به نوشتهٔ اندرو مک‌گرگور موفقیت موج اول حملهٔ جنگنده‌های مصری موجب شد تا موج دوم که برای آن برنامه‌ریزی شده بود لغو شود اما کنت پولاک نوشته که ۱۸ هواپیمای مصری در این حمله ساقط شده و به همین دلیل موج دوم لغو شده است. یکی از مهم‌ترین درگیری‌ها جنگ هوایی دو اف-۴ئی اسرائیلی با ۲۸ میگ مصری بود که حدود یک ساعت طول کشید و در طول آن ۷ یا ۸ میگ ساقط شدند.
همزمان ۱۴ بمب‌افکن استراتژیک توپولف-۱۶ هم با موشک کروز اهدافی را در سینا هدف گرفتند. دو توپولف دیگر نیز دو موشک کروز به ایستگاه راداری در مرکز اسرائیل شلیک کردند که یکی توسط میراژ ۳ در حال گشت‌زنی اسرائیل، رهگیری و ساقط شده و دیگری در دریا افتاد.
مصری‌ها هم‌زمان با عبور پیاده‌نظام خود کار ساخت پل را برای عبور نیروهای زرهی و سلاح‌های سنگین خود آغاز کردند. جنگنده‌های اسرائیلی سعی کردند جلوی ایجاد پل را بگیرند اما تعدادی از آن‌ها با موشک‌های زمین‌به‌هوا سرنگون شدند و قسمت‌هایی از پل که تخریب می‌شد به‌سرعت قابل تعمیر بود. وقتی پل تکمیل شد ابتدا پیاده‌نظام باقی‌مانده با سلاح‌های سنگین‌تر مثل توپ‌های بدون لگد روانهٔ میدان شدند و از ساعت ۲۰:۳۰ نخستین تانک‌های مصری نیز گذر خود را آغاز کردند. البته تمام پایگاه‌های دژ به اشغال مصر در نیامد. شمالی‌ترین استحکامات که به قلعهٔ بوداپست معروف بود تا پایان جنگ در دست اسرائیل ماند.
مصری‌ها همچنین با هلی‌برن کماندوهای خود به نقاط مختلف صحرای سینا سعی کردند تا جلوی ورود نیروهای کمکی اسرائیل به میدان نبرد را بگیرند. اما این نقشهٔ آن‌ها با شکست فاجعه‌باری مواجه شد. نزدیک به بیست بالگرد مصری توسط اسرائیل ساقط شده و تلفات سنگینی به کماندوهای مصری وارد آمد. گزارش‌های متناقضی در مورد تأثیرگذاری کماندوهای باقی‌مانده بر تحرکات اسرائیل موجود است. در مجموع از ۱۷۰۰ کماندوی مصری که در طول جنگ به پشت خطوط اسرائیلی‌ها منتقل شدند حدود ۷۴۰ نفر در بالگردهای ساقط شده کشته شده و ۳۳۰ نفر نیز به اسارت درآمدند.

### پاتک‌های ناموفق اسرائیل و تثبیت نبرد
تا صبح روز ۷ اکتبر حدود ۸۵۰ تانک مصری نیز از سوئز عبور کرده و دو لشکر مصری حدود ۴ تا ۵ کیلومتر در صحرای سینا پیشروی کرده بود. به گفته شاذلی تا صبح این روز حدود ۲۸۰ سرباز مصری کشته و ۲۰ تانک منهدم شده بود. بیشتر سربازان اسرائیلی مدافع دژ کشته یا مجروح شده و حدود ۲۰۰ نفر نیز اسیر شدند. در روزهای بعد تعدادی از مدافعان دژ توانستند محاصره را شکسته و به خطوط دفاعی خود برگردند یا با ضدحملات نیروهای اسرائیلی از محاصره خارج شدند.
در همین روز نیروی هوایی اسرائیل نیز عملیاتی را علیه پایگاه‌های هوایی مصر ترتیب داد. این حمله که با پرواز ارتفاع پایین برای جلوگیری از تشخیص توسط رادارهای مصری، انجام می‌شد به هفت پایگاه هوایی مصر آسیب زد و دو هواپیمای تهاجمی آ-۴ اسکای‌هاوک اسرائیلی با خلبانانش از دست رفتند. در روزهای بعد نیروی هوایی اسرائیل حمله چندانی به نیروهای مصری نداشت چراکه نیروی خود را وقف مقابله با حمله خطرناک‌تر سوری‌ها به جولان کرده بود.
در همین روز شهر قنطره شرق نیز به تصرف لشکر هجدهم مصر درآمد. جنگ برای تصرف این شهر حتی به نبرد تن‌به‌تن هم کشیده شد و تا صبح ۸ اکتبر شهر به‌طور کامل در اختیار مصری‌ها قرار گرفت. در روز ۸ اکتبر یک پاتک زرهی اسرائیلی به سوی دژ بارلو با مقاومت شدید مصری‌ها رو به رو شده و به خسارات قابل توجه نیروی اسرائیلی منجر شد. شب ۸ اکتبر پاتک مصری‌ها توسط لشکر زرهی ۱۴۳ اسرائیل به فرماندهی آریل شارون دفاع شد و در جریان آن ۵۰ تانک مصری از دست رفتند. گورویچ به نقل از منابع مصری تعداد تانک‌های از دست رفته مصر تا ۱۳ اکتبر را ۲۴ دستگاه گزارش کرده است.
در روز ۹ اکتبر خطوط مقدم جبهه تثبیت شده بود. به گفته هرزوگ حملات زرهی مصر در روزهای ۹ و ۱۰ اکتبر با خسارات زیاد شکست خورد اما شاذلی نوشته که مصری‌ها تا روز ۱۰ اکتبر در حال پیشروی و بهبود مواضع خود بودند. در روزهای ۱۰ تا ۱۳ عملیات وسیعی از سوی هیچ‌یک از دو طرف انجام نشد و جبهه آرامشی نسبی پیدا کرد.

### حمله ناموفق مصر
در این دوره شاذلی به شدت مخالف هرگونه پیشروی دیگر به‌سوی شرق بود چرا که معتقد بود نیروی زرهی مصر بدون پوشش هوایی کافی محکوم به شکست است. اما ژنرال اسماعیل علی وزیر دفاع و انور سادات رئیس‌جمهور مصر بر ادامه حمله اصرار داشتند. البته یکی از دلایل آن‌ها درخواست سوریه بود که در موضع دفاعی قرار گرفته بود و آن‌ها قصد داشتند با این حمله بخشی از نیروهای اسرائیل را از جولان به سینا کشانده و فشار وارده به سوریه را کاهش دهند.
حمله مصری‌ها توسط سپاه دوم و سوم صورت گرفت. آن‌ها در شش حمله هم‌زمان در دشت‌های باز خطوط دفاعی دشمن را شکافتند. پنج لشکر پیاده پشت سر آن‌ها حرکت کرده و سرپل‌های ارتباطی را تصرف و حفظ می‌کردند. نیروی مهاجم شامل ۸۰۰ تا ۱۰۰۰ دستگاه تانک می‌شد و چون پوشش پدافند موشکی در اختیار نداشت، نیروی هوایی مصر وظیفه دفاع از آن‌ها را بر عهده داشت. نیروهای زرهی و پیاده‌نظام مکانیزه در ۱۴ اکتبر با پشتیبانی توپخانه حمله خود را آغاز کردند و در یک نبرد عظیم تانک به تانک رویاروی ۷۰۰ تا ۷۵۰ تانک اسرائیلی قرار گرفتند. پیش از حمله مصری‌ها حدود صد کماندو را با بالگرد به پشت خطوط دشمن منتقل کرده بودند اما یک واحد شناسایی اسرائیلی به سرعت آن‌ها را تسلیم کرده و اغلب آن‌ها کشته و اسیر شدند و مصری‌ها با توجه به تلفات سنگین کماندوهای خود از پیاده کردن کماندوهای بیشتر صرف نظر کردند.
این حملهٔ مصری‌ها با شکست قطعی رو به رو شد. حداقل ۵۰ تانک و حدود ۲۰۰ خودرو زره‌پوش منهدم شدند و تلفات مصری‌ها بیش از هزار نفر بود. در حالی که تعداد تانک‌های آسیب‌دیدهٔ اسرائیلی کمتر از ۴۰ دستگاه بود و تمام آن‌ها به جز ۶ دستگاه تعمیر شدند. البته تلفات انسانی اسرائیل در این نبرد به ۶۶۵ نفر رسید.

### پاتک اسرائیل: عبور از سوئز
با بهبود وضعیت و آرامش نسبی در جبههٔ سوریه، فرماندهان ارشد اسرائیلی فرصت را برای یک پاتک بزرگ و عبور از سوئز مناسب دیدند. آریل شارون معتقد بود که فوراً بایستی به لبه شمالی دریاچه مرة الکبری که تقریباً در وسط کانال سوئز قرار دارد، حمله‌ور شده و از کانال عبور کرد. روز ۹ اکتبر نیروهای شناسایی آن‌ها شکافی را بین سپاه دوم و سوم مصر در این نقطه یافته بودند. الیعازر رئیس ستاد مشترک و حییم بار-لو فرمانده جبهه جنوبی موافق بودند که این قسمت برای عبور از سوئز ایدئال است اما با توجه به نیروی زرهی عظیم ذخیرهٔ مصر منتظر فرصت مناسبی برای آغاز حمله بودند که با کمترین مقاومت دشمن رو به رو شوند.
این فرصت با حمله زرهی روز ۱۴ اکتبر مصر و شکست سنگین آن‌ها مهیا شد. لشکر ۱۴۳ شارون که حالا با یک تیپ چترباز به فرماندهی سرهنگ دنی مت تقویت شده بود پیشاهنگ این حمله بود و وظیفهٔ برقراری سرپل‌های ارتباطی در دو سوی کانال سوئز را بر عهده داشت. بلافاصله پس از آن، دو لشکر زرهی با عبور از کانال و حرکت به سمت جنوب، سپاه سوم مصر را در محاصره قرار می‌دهند.
شب ۱۵ اکتبر، ۷۵۰ نیروی چترباز سرهنگ مت با قایق‌های لاستیکی از کانال گذشته و سپس تانک‌های سوار شده روی کرجی‌های موتوری و نیروی پیاده‌نظام بیشتری به آن‌ها می‌پیوست. آن‌ها در ابتدای حملهٔ خود با مقاومتی روبه‌رو نشدند و در گروه‌های متعدد تقسیم شده و به کاروان‌های تدارکاتی، سایت‌های موشکی زمین‌به‌هوا، مراکز لجستیکی و هرچیزی که ارزش نظامی داشت حمله‌ور شدند. اولویت این حملات به پایگاه‌های موشک‌های زمین‌به‌هوا بود و همین شکاف مهمی را در دیوارهٔ آتش پدافندی مصر ایجاد کرده و به نیروی هوایی اسرائیل اجازه داد تا با توان مضاعفی به اهداف زمینی دشمن حمله کنند.
شب ۱۵ اکتبر ۲۰ تانک و ۷ نفربر اسرائیلی به فرماندهی حییم عرض ۱۲ کیلومتر در خاک اصلی مصر پیشروی کرده و با غافلگیر کردن مصری‌ها به پایگاه‌های موشک‌های سطح‌به‌هوا و ستون‌های نظامی دشمن حمله‌ور شدند. صبح ۱۷ اکتبر تیپ زرهی بیست و سوم مصر به آن‌ها حمله‌ور شد اما این حمله با موفقیت دفع شد. در آن زمان دیگر سوریه خطر خاصی محسوب نمی‌شد و نیروی هوایی اسرائیل می‌توانست با تمام توان از این حمله حمایت کند و خسارات زیادی به اهداف نظامی از جمله کاروان‌های نظامی، نیروی زرهی و پایگاه‌های هوایی مصر وارد کرده و پل‌های مصر در کانال نیز با حملات هوایی و توپخانه‌ای اسرائیل آسیب دیدند.
حملات جنگنده‌های اسرائیلی به ایستگاه‌های سام و رادارها موجب شد تا ژنرال اسماعیل بخش عمده تجهیزات پدافند هوایی مصر را عقب بکشد و به این ترتیب آزادی عمل اسرائیلی‌ها برای عملیات در جبهه نبرد بیشتر شد. با این حال جت‌های اسرائیلی از حمله به زیرساخت‌های اقتصادی و استراتژیک مصر خودداری می‌کردند چراکه حمله هوایی به این تأسیسات با تلافی‌جویی مصری‌ها و شلیک موشک اسکاد به شهرهای اسرائیل همراه می‌شد. نیروی هوایی مصر بارها برای درگیری با جنگنده‌های مهاجم و حمله به نیروی زمینی اسرائیل اقدام کرد اما در نبردهای هوایی خسارات سنگینی به آن‌ها وارد آمد.
الیعاذر و بار-لو فرماندهان ارشد ارتش اسرائیل به شارون دستور داده بودند که نیروی خود را برای حفظ سرپل واقع در شرق سوئز متمرکز کند. درحالی‌که شارون با اعتراض به این دستور معتقد بود که بایستی بیشتر قوایش را به ساحل غربی برده و با یک حرکت تهاجمی موجب فروپاشی نیروهای مصر در شرق سوئز شود. اما فرماندهی ارشد اسرائیل با این ریسک مخالف بود و اولویت را در حفظ سرپل واقع در شرق سوئز می‌دانست.

## جبههٔ سوریه

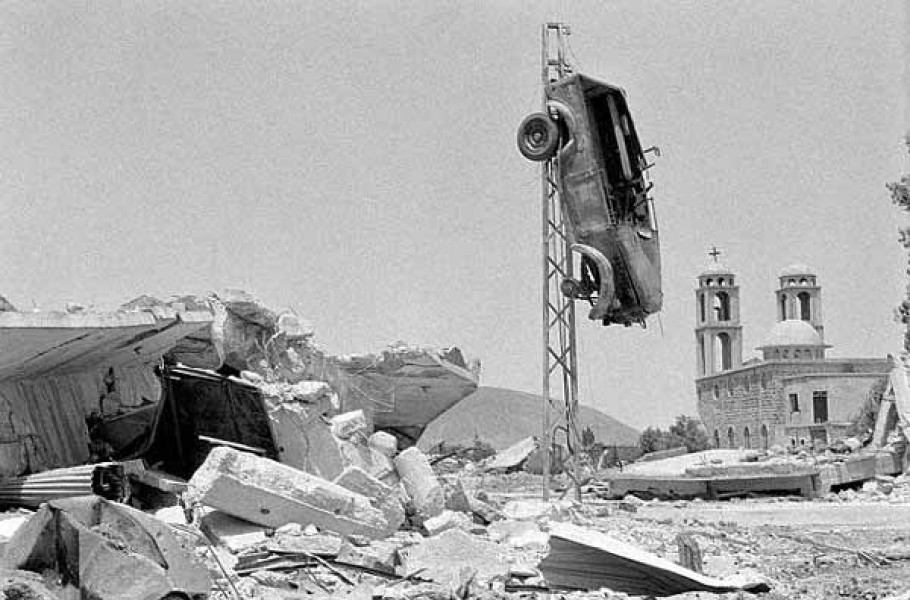
شهر کوچک قنیطره در جولان

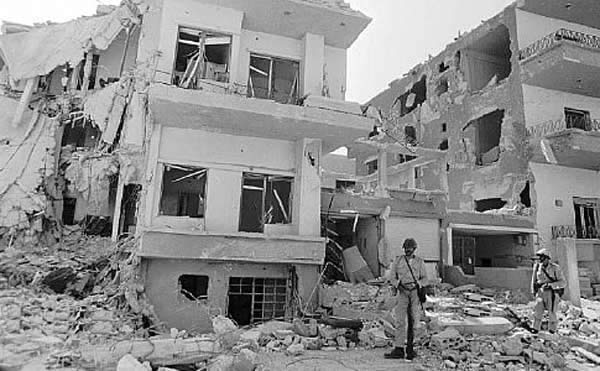
پیامد حملهٔ هوایی ۹ اکتبر به دمشق

### حملهٔ آغازین به جولان
سوریه حملهٔ هم‌زمان خود را در ارتفاعات جولان با ۵ لشکر و ۱۸۸ آتشبار به‌سوی دو تیپ اسرائیلی و ۱۱ آتشبار توپخانه‌ای اسرائیلی آغاز کرد. حدود یکصد هواپیما و یک رگبار ۵۰ دقیقه‌ای توپخانه‌ای نیز از این حملهٔ غافلگیرانه پشتیبانی می‌کردند. سه تیپ پیشاهنگ از سه سپاه از خطوط آتش‌بس گذشته و پاسگاه‌های ناظران سازمان ملل را پشت سر گذاشتند و نیروی تهاجمی اصلی نیز با همراهی آتشبارهای متحرک پدافند هوایی، بولدوزرهایی برای پرکردن خندق‌های ضدتانک، خودروهای زرهی پل‌گذار برای عبور از موانع و خودروهای مین‌روب در پی آن‌ها روانهٔ میدان نبرد شد. در ساعات آغازین جنگ، اولویت اصلی توپچی‌های مدافع اسرائیلی، هدف قرار دادن خودروهای مهندسی دشمن بود و موفق شدند خسارات سنگینی نیز به آن‌ها وارد کنند اما پیاده‌نظام سوری توانست از میان آتش سنگین دشمن گذشته و با ابزارهای خاک‌برداری دستی راه عبور را برای تانک‌ها باز کند.
در آغاز نبرد نیروی اسرائیلی‌ها شامل حدود ۳ هزار سرباز، ۱۸۰ تانک و ۶۰ دستگاه توپ می‌شد درحالی‌که نیروی مهاجم سوریه بسیار بزرگ‌تر و از ۲۸ هزار سرباز، ۸۰۰ تانک و ۶۰۰ توپ تشکیل می‌شد. ضمن این‌که سوری‌ها در روز دوم جنگ دو لشکر زرهی دیگر را نیز به میدان جنگ فرستادند. کماندوهای سوری با بالگرد به میدان نبرد منتقل شده و سنگرهای مهم دشمن در کوه هرمون را که انواع ابزارهای تجسسی در آن قرار داشت به تصرف خود درآوردند و یک پاتک اسرائیلی نیز با کمین نیروهای سوری دفع شد.
در این هنگام جبههٔ جولان برای فرماندهی ارشد اسرائیل بسیار مهم‌تر از جبههٔ مصر بود چون مراکز جمعیتی اسرائیل به جولان بسیار نزدیک‌تر بود. به همین دلیل نیروهای ذخیره به سرعت به این جبهه منتقل می‌شدند و تانک در اختیار آن‌ها قرار داده می‌شد. بدون این‌که صبر کنند تا افرادی که با هم بر روی یک تانک آموزش دیده‌اند به یکدیگر ملحق شوند یا مسلسل را بر روی تانک نصب کنند یا تنظیم آتش تانک‌ها را انجام دهند. در نتیجه اسرائیلی‌ها توانستند در ۱۵ ساعت، قوای ذخیره خود را به خط مقدم برسانند درحالی‌که سوری‌ها گمان می‌کردند این کار دست‌کم ۲۴ ساعت طول می‌کشد.
سوری‌ها هم مثل مصری‌ها سعی می‌کردند تا نیروی خود را در چتر پدافند هوایی نگه دارند و پیاده‌نظام خود را به موشک‌های ضدتانک مسلح کرده بودند اما آموزش آن‌ها به اندازه کافی نبود و نمی‌توانستند از موشک‌های مالیوتکا به خوبی مصری‌ها بهره ببرند.
در مراحل ابتدایی نبرد حداقل ۴۰ هواپیمای اسرائیلی با آتش ضدهوایی سوریه سرنگون شدند. در روز دوم جنگ نیروی هوایی اسرائیل عملیاتی را علیه آتشبارهای پدافندی سوریه ترتیب داد که با خسارات سنگینی به شکست انجامید. در این عملیات ۶ فانتوم اف-۴ اسرائیلی سرنگون شده و ۶ فروند دیگر نیز صدمه دیدند درحالی‌که تنها یک سایت سام-۳ تخریب شده و یک سایت سام-۲ نیز آسیب دید. خلبان‌های اسرائیلی کمی بعد تاکتیک متفاوتی را به کار گرفتند. آن‌ها در ارتفاع پایین از اردن گذشته و سپس به سمت جولان تغییر جهت داده و با حمله به جناحین نیروهای سوری از آتش ضدهوایی آن‌ها دور می‌ماندند. آن‌ها در این حملات با بمب‌های متعارف و ناپالم خسارات سنگینی به ستون‌های زرهی سوریه وارد کردند. البته نیروی هوایی سوریه نیز در همین دوره بارها توانست به مواضع اسرائیلی‌ها حمله‌ور شود.
تانک‌ها و پیاده‌نظام اسرائیلی در ساعات آغازین نبرد با از جان گذشتگی بسیاری در مقابل سوری‌ها مقاومت کردند تا پیشروی نیروی بسیار بزرگ‌تر سوریه را تا حد امکان کند کنند. آن‌ها به طرز مؤثری از توپخانه خودکششی خود بهره گرفتند که پیش از آن بارها تمرین کرده بودند. شش ساعت بعد از آغاز حمله اولین خط دفاعی اسرائیل شکسته شد اما آن‌ها هنوز به مقاومت خود ادامه می‌دادند. در طول شب اسرائیلی‌ها توانستند نیروهای سوریه را با موفقیت متوقف کنند. با این‌که تانک‌های سوریه به دوربین‌های دید در شب مجهز بودند و با دقت بیشتری شلیک می‌کردند اما اسرائیلی‌ها مجبور بودند تا منتظر شوند آن‌ها به نزدیکی خود برسند و سپس شلیک کنند اما فرماندهان تانک اسرائیلی از تاکتیک‌هایی استفاده می‌کردند که دشمن فریب خورده و تصور کند نیروی تانک عظیمی وارد صحنهٔ نبرد شده است.
جریان نبرد با ورود نیروهای ذخیرهٔ اسرائیلی به میدان جنگ رفته‌رفته معکوس شد. از روز ۸ اکتبر اسرائیلی‌ها عقب زدن نیروهای سوریه به سوی مرزهای پیش از آتش‌بس را آغاز کردند و خسارات سنگینی به تانک‌های آن‌ها وارد کردند. اسرائیلی‌ها نیز در سه روز اول جنگ، تلفات زیادی داده بودند و در نتیجه بیشتر به توپخانهٔ خود برای هدف قرار دادن دوربرد نیروهای سوری متکی شدند.
در روز ۹ اکتبر، سوری‌ها موشک‌های بالستیک کوتاه‌برد فراگ-۷ را به یک پایگاه هوایی و چند شهر اسرائیلی شلیک کردند و هفت فانتوم اسرائیلی نیز در اقدامی تلافی‌جویانه مرکز فرماندهی ارتش سوریه در دمشق را بمباران کردند. طبقهٔ بالای مقر فرماندهی ارتش و فرماندهی نیروی هوایی به شدت آسیب دید و به یک مرکز فرهنگی شوروی، یک ایستگاه تلویزیونی و چند ساختمان همسایه هم خسارت وارد شد. ضمن این‌که یک فانتوم اسرائیلی هم در جریان حمله سرنگون شد. این حمله باعث شد تا سوری‌ها قسمتی از پدافند هوایی خود را از جولان به پایتخت منتقل کنند و همین آزادی عمل بیشتری را به نیروی هوایی اسرائیل در خط مقدم جبهه داد.
در همین روز سوریه که در موضع دفاعی قرار گرفته بود سعی کرد در پاتکی شهر قنیطره در شمال جولان را تصرف کند. بخشی از این عملیات به هلی‌برن نیروها اختصاص یافته بود اما چهار بالگرد سوریه سرنگون شده و تمام سرنشینان آن کشته شده و حملهٔ آن‌ها شکست خورد. در روز ۱۰ اکتبر آخرین واحد سوری در قسمت مرکزی جبهه نیز به آن سوی خط بنفش (خط آتش‌بس پیش از جنگ) وادار به عقب‌نشینی شد. بعد از چهار روز جنگ بی‌وقفه و خونبار اسرائیلی‌ها موفق شدند تا تمام یگان‌های سوری را از جولان بیرون کنند.
فرماندهی ارتش اسرائیل اکنون باید تصمیم مهمی می‌گرفت. آیا پیشروی را به داخل خاک سوریه ادامه دهد یا جنگ را در مرز ۱۹۶۷ متوقف کند. فرماندهان ارتش در تمام روز ۱۰ اکتبر مشغول بحث در این مورد بودند. برخی ترجیح می‌دادند از جنگ خودداری کرده و نیروها به صحرای سینا منتقل شوند. برخی دیگر معتقدند بودند با پیشروی به سوی دمشق بایستی سوریه را به‌طور کامل شکست داده و از میدان جنگ خارج کرد و اعتبار نظامی اسرائیل را احیا کرد و برگ برنده‌ای در مذاکرات آتش‌بس به دست آورد. اما گروه دیگر معتقدند بودند سوریه خطوط دفاعی قدرتمندی -خندق‌های ضدتانک، میدان مین و سنگر- در مسیر دمشق تعبیه کرده و اگر در آینده جنگ دیگری اتفاق افتاد بلندی‌های جولان موقعیت دفاعی بهتری دارد تا دشت‌های باز سوریه. اما گلدا مایر نخست‌وزیر اسرائیل مسئلهٔ سیاسی مطرح در این مسئله را این‌گونه تشخیص داد که؛ انتقال یک لشکر به سینا چهار روز طول می‌کشد و اگر جنگ در این مقطع به پایان برسد اسرائیل قسمتی از صحرای سینا را از دست داده درحالی‌که در جولان هیچ چیز به دست نیاورده و این بدون تردید یک شکست محسوب می‌شود. پس تصمیم او عبور از خط بنفش بود و حمله بایستی فردا ۱۱ اکتبر انجام می‌شد.

### پیشروی اسرائیل

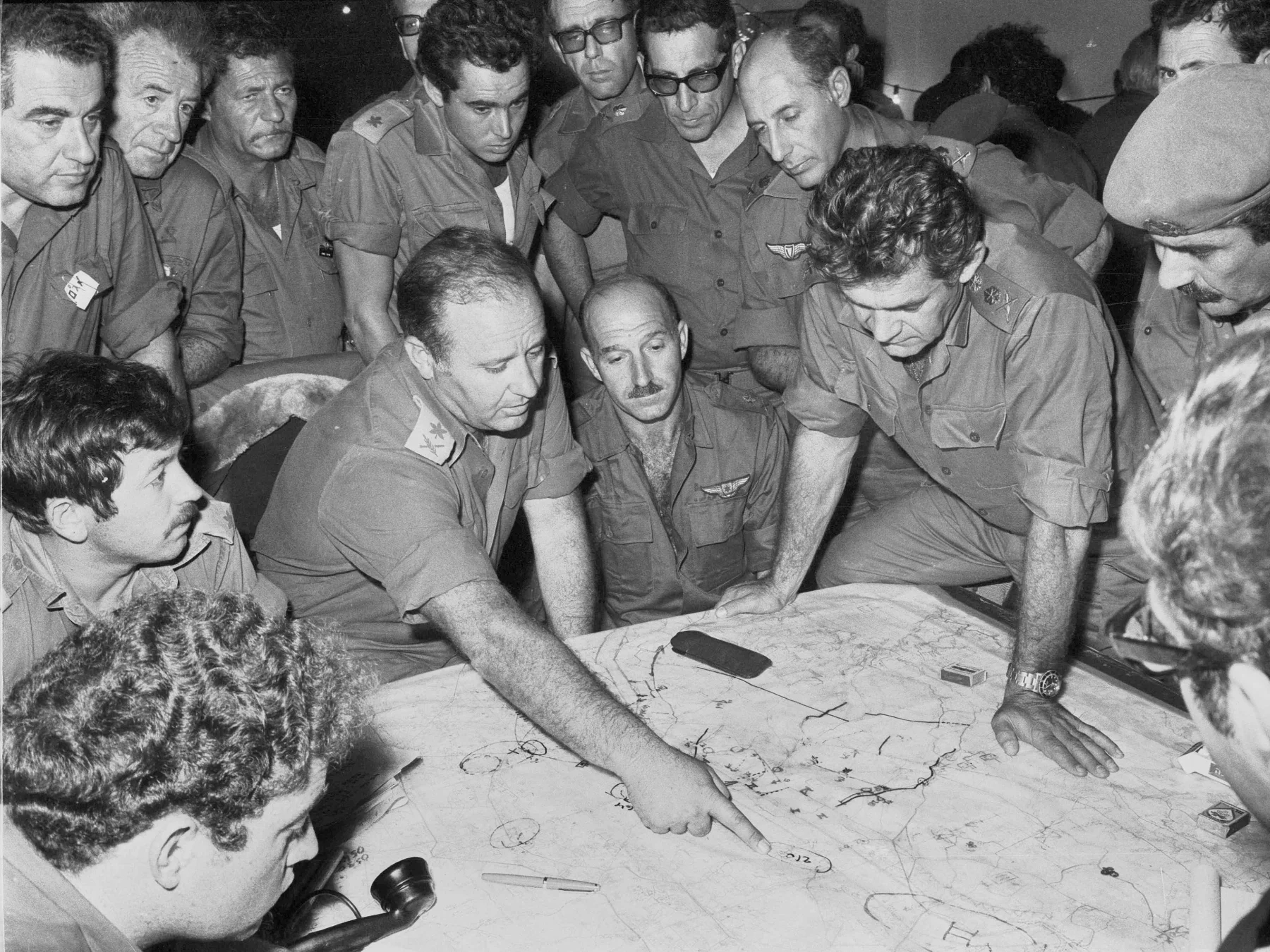
نگاره‌ای از جلسهٔ فرماندهان ارشد ارتش اسرائیل در اتاق جنگ جبههٔ شمال. عکس‌برداری‌شده در ‏۱۰ اکتبر ۱۹۷۳ میلادی.

حملهٔ اسرائیل در ۱۱ اکتبر آغاز شده و آن‌ها تا ۱۴ اکتبر در جادهٔ قنیطره - دمشق در حال پیشروی بودند. با وجود مقاومت سرسختانهٔ نیروهای ذخیرهٔ سوریه که در موقعیت‌های دفاعی از پیش تهیه شدهٔ اسرائیلی‌ها تا ۴۰ کیلومتری دمشق رسیدند و از آنجا قادر بودند با توپ‌های ۱۷۵ میلی‌متری ام۱۰۷ حومهٔ دمشق را گلوله‌باران کنند. روز ۱۲ اکتبر یک جوخهٔ کماندویی اسرائیلی به مثلث مرزی سوریه - عراق - اردن فرستاده شد و با منفجر کردن یک پل، چندین تانک و سرباز سوری را کشت و با این کار، مسیر ارسال سربازان و سلاح‌ها به سوریه را مختل کرد درحالی‌که تلفاتی هم نداد.
اردن با خراب شدن وضعیت سوری‌ها یک ارتش کمکی را به سوریه اعزام کرد. ملک حسین در آن هنگام تحت فشار شدیدی برای ورود به جنگ قرار داشت و از طریق میانجی‌های آمریکایی برای اسرائیل پیغام فرستاده بود که این کار را به معنای ورود اردن به جنگ در نظر نگیرد. وزیر دفاع اسرائیل موشه دایان هم در پاسخ او گفته بود که اسرائیل تصمیمی برای باز کردن یک جبههٔ جدید ندارد اما تضمینی برای حمله نکردن به اردن نمی‌دهد. عراق هم یک نیروی عظیم کمکی شامل دو سپاه زرهی با حدود ۳۰ هزار سرباز، ۲۵۰ تا ۵۰۰ تانک و ۷۰۰ نفربر را برای سوریه فرستاد. ورود نیروهای عراقی برای اسرائیل غافلگیرکننده بود.
عراقی‌ها با حمله به جناح جنوبی نیروهای اسرائیلی جلوی پیشروی زره‌پوش‌های آن‌ها را گرفتند و پاتک‌های مشترک سوری، عراقی و اردنی از ادامهٔ پیشروی‌های اسرائیل جلوگیری کرد. نیروی هوایی سوریه نیز به بمباران ستون‌های نظامی دشمن اقدام می‌کرد اما برتری هوایی اسرائیل موجب می‌شد این حملات چندان اثرگذار نباشد و تعداد زیادی از جنگنده‌های سوری در درگیری‌های هوایی از دست رفتند. در روز ۲۳ اکتبر یک جنگ هوایی بزرگ در نزدیکی دمشق به ساقط شدن ده جنگندهٔ سوری منجر شد. نیروی هوایی اسرائیل در این مدت توانست تعدادی از سایت‌های موشک زمین‌به‌هوای سوریه را منهدم کرده و از برتری هوایی خود برای حمله به اهداف استراتژیک در نقاط مختلف سوریه همچون نیروگاه‌های برق، ذخایر نفتی، پل‌ها و جاده‌های اصلی استفاده کرد. این حملات، تلاش‌های جنگی سوریه، روند کمک‌رسانی شوروی از طریق انتقال هوابرد تجهیزات نظامی و زندگی عادی مردم سوریه را مختل کرد.
در ۲۲ اکتبر بالاخره کماندوهای تیپ گولانی و سایرت متکل پس از یک جنگ سخت و خونبار که حتی به نبرد تن‌به‌تن هم کشیده شد، موفق به تصرف یک پاسگاه مهم در قلهٔ کوه هرمون شدند. حملهٔ قبلی آن‌ها به این پاسگاه که دو هفته پیش انجام شده بود با کشته شدن ۲۳ اسرائیلی و ۲۹ سوری ناکام مانده بود. البته در حملهٔ دوم نیز ۵۵ اسرائیلی کشته و ۷۹ نفر مجروح شدند. در جریان این حمله یک بولدوزر زره‌پوش ارتش اسرائیل با حمایت پیاده‌نظام خود را به قله رساند و کماندوها با استفاده از بالگرد موفق به تصرف این پاسگاه و پاسگاه‌های اطراف شدند و هفت میگ و دو بالگرد سوری نیز که سعی در رساندن نیروی کمکی داشتند توسط اسرائیلی‌ها سرنگون شدند.

### توقف جنگ در جبههٔ سوریه
سوری‌ها اکنون سپاه کمکی عراق و اردن را در کنار خود داشتند و شوروی نیز بیشتر تانک‌های از دست رفتهٔ آن‌ها را با تانک‌های جدید جایگزین کرده بود. آن‌ها برنامهٔ یک حملهٔ عظیم در روز ۲۳ اکتبر را تنظیم کردند اما یک روز قبل از آن مجبور شدند به آتش‌بس تن بدهند چون اسرائیل و مصر قطعنامهٔ آتش‌بس سازمان ملل را پذیرفته بودند. به نوشتهٔ آبراهام رابینویچ «مصر با پذیرش آتش‌بس در روز ۲۲ اکتبر حافظ اسد را در یک وضعیت دشوار و پیچیده قرار داد. او مجبور نبود آتش‌بس را بپذیرد اما پیامدهای آن را نمی‌توانست نادیده بگیرد. برخی از فرماندهان ارتش سوریه معتقد بودند بایستی حمله را انجام داد و با این کار مصر نیز احساس می‌کند که بایستی جنگ را از سر بگیرد… برخی دیگر معتقدند بودند که ادامهٔ جنگ توسط مصر باعث می‌شود که اسرائیل مشروعیت لازم برای نابود کردن سپاه سوم مصر را که به محاصرهٔ خود درآورده، پیدا کند. پس مصر به کمک سوریه نخواهد آمد و اسرائیل تمام قوای خود را به جبههٔ شمال منتقل کرده و زیرساخت‌های سوریه را ویران کرده و شاید به دمشق حمله‌ور شود.»
حافظ اسد در نهایت تصمیم گرفت عملیات را لغو کند و در روز ۲۳ اکتبر اعلام کرد که آتش‌بس را پذیرفته است. البته تا مه ۱۹۷۴ که توافق آتش‌بس بین دو کشور امضا شد درگیری‌های مرزی و گلوله‌باران توپخانه‌ای ادامه داشت. چند جنگ هوایی نیز درگرفت و هر دو کشور چندین هواپیما را از دست دادند. در بهار ۱۹۷۴ مصری‌ها برای تصرف قلهٔ هرمون تلاش کردند و جنگ، بیش از یک ماه طول کشید و تلفات زیادی از دو طرف داشت اما اسرائیل موفق شد تا مواضع خود را حفظ کند.

## تحریم نفتی
در پی این اتفاق، کشورهای عربی فروش نفت به اسرائیل را متوقف کردند. حکومت محمدرضا پهلوی فروش نفت به اسرائیل را ادامه داد و این کشور را از زیر فشار اقتصادی خارج کرد؛ آمریکا نیز با ایجاد یک بندر هوایی از طریق لیسبون به اسرائیل اسلحه می‌فروخت.
اولین شوک نفتی
در اجلاس فوق‌العادهٔ وزیران دارایی و نفت اوپک که در ۲۹ مهر ۱۳۵۲ و در بحبوحهٔ جنگ‌های اعراب و اسرائیل، در کویت تشکیل شد، اوپک برای اولین بار به‌طور یک‌جانبه قیمت نفت را بین هفتاد تا هشتاد درصد نسبت به انواع نفت خام صادراتی افزایش داد و به موازات آن کشورهای عربی صادرکنندهٔ نفت (به استثنای عراق) صدور نفت به کشورهای حامی اسرائیل، و در رأس آن‌ها آمریکا را تحریم کردند. تولید نفت کشورهای عربی با اعلام این تحریم تا ۲۵ درصد کاهش یافت و افزایش تولید در کشورهای دیگر صادرکننده نفت از جمله ایران، برای پرکردن جای خالی نفت صادراتی کشورهای عربی کافی نبود. در نتیجه، افزایش بی‌سابقهٔ قیمت نفت که در آغاز به نظر می‌رسید برای کشورهای مصرف‌کننده غیرقابل قبول و غیرقابل هضم باشد، با کاهش تولید و صدور نفت «جا افتاد» و حتی در بازارهای آزاد نفت اروپا، نفت به قیمت بیشتری فروخته شد.
دومین شوک نفتی
پذیرش اولین افزایش یک‌جانبهٔ قیمت نفت از طرف کشورهای صادرکنندهٔ نفت، که مطبوعات و رسانه‌های خبری غرب آن را اولین «شوک نفتی» خواندند، زمینه را برای دومین شوک نفتی فراهم ساخت و در کنفرانس وزیران نفت و دارایی اوپک، که در ۱ دی ۱۳۵۲ در تهران تشکیل شد، اوپک تصمیم گرفت قیمت نفت را به حدود دو برابر بهای تعیین شده در ماه مهر افزایش دهد، که در مقایسه با بهای نفت در نیمهٔ اول سال ۱۳۵۲ نزدیک به چهار برابر بود.
پس از این شوک‌های نفتی کشورهای غربی به فکر صرفه‌جویی در مصرف انرژی افتادند و بعد از آن اولین محصولات کم‌مصرف، طراحی و روانهٔ بازار شدند.

## پایان جنگ
چهارمین جنگ عمدهٔ اعراب و اسرائیل سرانجام در روز ۲۵ اکتبر با تلاش سیاسی آمریکا و شوروی خاتمه یافت اما چند ماه پس از پایان این جنگ گلدا مایر نخست‌وزیر اسرائیل تحت فشارها و مخالفت‌های داخلی به‌خاطر صدمات شدیدی که در جنگ به اسرائیل وارد شده بود، در ۲۱ فروردین ۱۳۵۳ از مقام خود استعفا داد.

## سلاح‌ها
ارتش‌های مصر و سوریه عمدتاً به سلاح‌های ساخت شوروی مجهز بودند و تسلیحات اسرائیلی اکثراً غربی (آمریکایی و فرانسوی) بود. تانک‌های تی-۵۴/۵۵ و تی-۶۲ مصر و سوریه به سیستم دید در شب مجهز بودند اما تانک‌های اسرائیلی فاقد این قابلیت بودند و این مزیت مهمی برای جنگ در تاریکی شب محسوب می‌شد. درحالی‌که تانک‌های اسرائیلی از نظر سلاح (توپ ۱۰۵ م‌م) برتری داشتند. یک مزیت مشخص تانک‌های اسرائیلی در مسیرهای شیب‌دار بود چون لولهٔ توپ آن‌ها قابلیت حرکت تا زاویهٔ منفی ۱۰ درجه (رو به پایین) را داشت درحالی‌که تانک‌های روسی فقط تا ۴ درجه می‌توانستند لولهٔ خود را پایین بیاورند و این باعث می‌شد تا تانک‌های سنچوریون و پاتون اسرائیل به طرز مؤثری از تاکتیک پنهان شدن در پشت خاکریز و حرکت به روی آن برای شلیک مستقیم به تانک دشمن استفاده کنند.

## اقدامات حکومت ایران
در طول این جنگ، حکومت شاهنشاهی ایران به هر دو طرف درگیر در این نبرد کمک‌رسانی کرد. از یک طرف، به فروش نفت به اسرائیل تداوم بخشید و نیاز اسرائیل را از این طریق برآورده می‌کرد و از سوی دیگر حریم هوایی خود را در اختیار هواپیماهای اتحاد جماهیر شوروی قرار داد تا از طریق حریم هوایی ایران بتوانند به عراق کمک تدارکاتی کنند. همچنین اقدام به فروش نفت به مصر نیز نمود، که این کار، موجب گسترش روابط ایران و مصر در سال‌های بعد شد.
حکومت شاهنشاهی ایران پس از پایان این جنگ نیز کوشش کرد نقش میانجی را بین اسرائیل و مصر بازی کند و از مشوقان اسرائیل برای بازپس دادن زمین‌های تصرف کرده در طول جنگ بود.